# トマス・ピット (第2代ロンドンデリー伯爵)
第2代ロンドンデリー伯爵トマス・ピット（英語: Thomas Pitt, 2nd Earl of Londonderry、1718年頃 – 1735年8月25日）は、アイルランド貴族。

## 生涯
初代ロンドンデリー伯爵トマス・ピットとフランシス・リッジウェイ（Francis Ridgeway、1772年5月18日没、第4代ロンドンデリー伯爵ロバート・リッジウェイの娘）の息子として生まれた。
1729年9月12日に父が死去すると、ロンドンデリー伯爵の爵位を継承した。
1735年8月25日に落馬事故により死去、ブランフォードで埋葬された。生涯未婚だったため、弟リッジウェイが爵位を継承した。